# Cyrtarachne ignava
Cyrtarachne ignava là một loài nhện trong họ Araneidae.
Loài này thuộc chi Cyrtarachne. Cyrtarachne ignava được Tord Tamerlan Teodor Thorell miêu tả năm 1895.